# 益子重綱
益子 重綱（ましこ しげつな）は、安土桃山時代の武将。下野国芳賀郡富谷城主。

## 略歴
益子安宗の子として誕生。家宗は兄か。
益子氏は家宗の代に本城である西明寺城を宇都宮方の芳賀・塩谷勢に攻められ敗北し、600町の益子領を召し上げとなっていた。そのため、益子氏の残党は富谷城において重綱を後継者に擁立し、結城晴朝の支援を受けて抵抗を続けていた。
天正11年（1583年）、重綱は結城氏の援軍を得て仇敵である笠間幹綱を攻め、笠間方の谷中玄蕃允を討ち取る戦果を挙げた。配下の将を失った笠間氏は益子氏に対して弔い合戦を企て、谷中玄蕃允の一周忌を期して、玄蕃允の嫡男・谷中孫八郎をして先鋒大将として、家老の江戸美濃守を後楯とした益子討伐の兵を挙げた。笠間軍は、益子方の要害である富谷城を一気に乗っ取る計略を立て、兵を城近くまで進めた。一方、富谷城からも益子方の500～600人の兵が出動し、笠間勢と激突するに至ったが、笠間方の急襲により浮き足立った益子勢は散々に打ち破られ、戦いは笠間氏の大勝利に終わった。「益子系図」によれば、この合戦で重綱が捕らえられたとも記されている。
結城晴朝はこれを受けて笠間氏を攻撃するものの、益子氏はこのときを以って滅亡し、重綱は結城氏を頼って下総国・常陸国方面に落ち伸びたという。